# Notepad++
Notepad++ (понекад npp или NPP) је уређивач текста и изворног кода за употребу са Windows-ом. Подржава уређивање са картицама, што омогућава рад са више отворених датотека у једном прозору. Име програма потиче од C постфикса за инкрементирања. 
Notepad++ је објављен као бесплатан софтвер отвореног кода под ГНУ-овом општом јавном лиценцом (GPL) 3.0 или новијом. У почетку је пројекат био смештен на SourceForge софтверском репозиторијуму (2003–2010), одакле је преузет преко 28 милиона пута, и два пута је освојио награду SourceForge Community Choice Award за најбољи алат за програмере. Затим се пројекат преселио у TuxFamily (2010–2015), а затим на GitHub (2015–данас). Notepad++ користи компоненту за уређивање Scintilla.

## Карактеристике
Notepad++ је уређивач изворног кода. Садржи истицање синтаксе, савијање кода и ограничено аутоматско довршавање за програмске, скриптне и језике за означавање, али не и интелигентно довршавање кода или проверу синтаксе. Као такав, може правилно истакнути код написан у подржаној шеми, али не може се проверити да ли је синтакса интерно исправна.  Од верзије 7.6.3, Notepad++ може да истакне елементе 78 синтакси, међу којима су:
- ActionScript
- ASP
- Assembly
- C
- C#
- C++
- CSS
- Forth
- Fortran
- FreeBASIC
- Gui4Cli
- Haskell
- HTML
- INI files
- Intel HEX
- Inno Setup scripts
- Java
- JavaScript
- JSON
- JSP
- KiXtart
- LaTeX
- Lisp
- Lua
- Makefile
- MATLAB
- MMIX
- Nim
- nnCron
- NSIS scripts
- Objective-C
- OScript
- Pascal
- Perl
- PHP
- PostScript
- PowerShell (Broken)
- PureBasic
- Python
- R
- Rebol
- Registry script (.reg)
- Resource file
- Ruby
- Rust
- Scheme
- Shell script
- Smalltalk
- SPICE
- SQL
- Swift
- S-Record
- Tcl
- Tektronix HEX
- TeX
- txt2tags
- TypeScript
- Visual Basic
- Visual Prolog
- VHDL
- Verilog
- XML
- YAML

Листа језика такође приказује две ставке за посебан случај за обичан текст: „Нормалан текст“ (подразумевано) или „ MS-DOS стил“, који покушава да емулира текстуалне уређиваче из доба DOS-а.
Notepad++ има функције за коришћење и креирање обичних текстуалних датотека. Препознаје три репрезентације новог реда (CR ,CR+LF и LF) и може да конвертује између њих у ходу. Поред тога, подржава реинтерпретацију обичних текстуалних датотека у различитим кодирањима знакова и може их конвертовати у ASCII, UTF-8 или UCS-2. Као такав, може да поправи обичан текст који делује бесмислице само зато што њихово кодирање знакова није правилно детектовано.
Notepad++ такође има функције које побољшавају искуство уређивања обичног текста уопште, као што су:
- Аутоматско чување
- Проналажење и замена низова текста регуларним изразима
- Претраживање текстуалних низова унутар отворених картица
- Претраживање текстуалних низова у директоријуму
- Вођено увлачење
- Означавање линија
- Макрои
- Истовремена монтажа [12]
- Уређивање на подељеном екрану и синхронизовано скроловање
- Линијска операција, укључујући сортирање, конверзију великих и малих слова (велика слова, мала слова, камиља слова, велика слова у реченици) и уклањање сувишних размака
- Интерфејс документа са картицама [13]

### Интернационализација
Notepad++ подржава интернационализацију путем XML датотека у формату специфичном за апликацију које садрже све интернационализоване стрингове на одређеном језику; ова датотека се може поново учитати из подешавања апликације. Преводи на нове језике се стога могу написати једноставним уређивањем постојеће датотеке.